# Мшичино (Тверская область)
Мшичино — нежилая деревня в Торопецком районе Тверской области. Входит в состав Плоскошского сельского поселения.

## Этимология
Предположительно, название деревни образовано от слов "мшага, «мшица» — моховое болото.

## География
Деревня расположена в северо-западной части района. Находится на берегу реки Лубянка (приток Большой Сматы). Расстояние до города Торопец составляет 47 км (по прямой).
Климат
Деревня, как и весь район, относится к умеренному поясу северного полушария и находится в области переходного климата от океанического к материковому. Лето с температурным режимом +15…+20 °С (днём +20…+25 °С), зима умеренно-морозная −10…−15 °С; при вторжении арктических воздушных масс до −30…-40 °С.
Среднегодовая скорость ветра 3,5—4,2 метра в секунду.

## История
На топографической карте Фёдора Шуберта 1870—1915 годов обозначена деревня Мшичина. Имела 4 двора.
На карте РККА 1923—1941 годов обозначена деревня Мшичино. Имела 13 дворов.
До 2013 года деревня входила в состав упразднённого в настоящее время Уваровского сельского поселения.

## Население
| 2010 |
| ---- |
| 0    |

Согласно результатам переписи 2002 года, постоянное население в деревне отсутствовало.